# ایچمه‌لی (بتلیس)

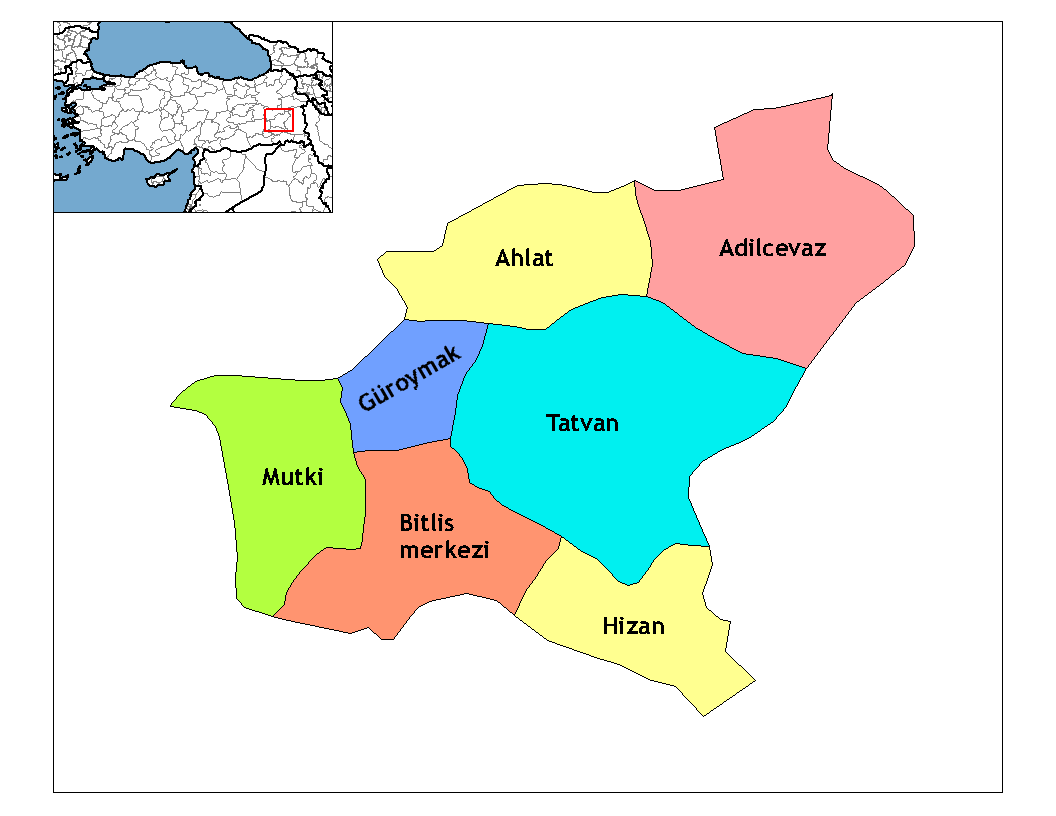
نقشه ایچمه لی

ایچمه‌لی {{ترکی|İçmeli) (به کردی: Merkûka Jêrîn) یک منطقهٔ مسکونی در ترکیه است که در بیتلیس واقع شده‌است. ایچمه‌لی ۲۳۱ نفر جمعیت دارد.